# Valdas Rakutis
Valdas Rakutis (ur. 17 czerwca 1969 w Kownie) – litewski historyk wojskowości, nauczyciel akademicki, działacz społeczny oraz harcerski i polityk, profesor Uniwersytetu Kłajpedzkiego, poseł na Sejm Republiki Litewskiej.

## Życiorys
Kształcił się w Leningradzie, po czym odbył służbę wojskową. W 1996 ukończył studia z historii na Uniwersytecie Witolda Wielkiego w Kownie, później doktoryzował się w zakresie nauk humanistycznych. Był pracownikiem Muzeum Wojskowego im. Witolda Wielkiego, w latach 1998–2003 kierował w nim działem historii wojskowości. W latach 1996–2009 jako nauczyciel akademicki związany z macierzystą uczelnią. Od 1996 do 2017 pracował na Litewskiej Akademii Wojskowej im. gen. Jonasa Žemaitisa. W 2002 założył na tej uczelni centrum historii wojskowości, którym kierował do 2009. W latach 2009–2014 pełnił funkcję prorektora akademii do spraw nauki i studiów. Od 2011 do 2014 współpracował z Instytutem Historii Litwy, od 2015 był doradcą sił zbrojnych, a w 2017 objął stanowisko profesora Uniwersytetu Kłajpedzkiego.
W 1989 zaangażował się w działalność harcerską, w połowie lat 90. pełnił kierownicze funkcje w organizacji harcerskiej. Był współtwórcą i w latach 2000–2003 pierwszym prezesem Lietuvos karo istorijos draugijos (litewskiego towarzystwa historii wojskowości). Przewodniczył stowarzyszeniu „Kauno tvirtovė”, a w 2013 został dyrektorem instytucji publicznej zajmującej się kowieńską twierdzą. Autor licznych publikacji książkowych, głównie z zakresu historii wojskowości. Członek rad redakcyjnych czasopism „Journal of Security and Sustainability Issues” oraz „Scientific Journal of the Military University of Land Forces”.
W 2020 przyjął propozycję kandydowania do Sejmu z ramienia Związku Ojczyzny, uzyskując w wyborach parlamentarnych w tym samym roku mandat deputowanego. W 2024 z powodzeniem ubiegał się o poselską reelekcję.

## Odznaczenia
Odznaczony Orderem „Za Zasługi dla Litwy” V klasy (2018).